# Тазово (Свердловская область)
Тазово — деревня в Туринском городском округе Свердловской области, России.

## Географическое положение
Деревня Тазово муниципального образования «Туринского городского округа» расположен в 30 километрах к востоку-югу-востоку от города Туринска (по автотрассе — 36 километров), на левом берегу реки Тура и на правом берегу реки Сарагулка.

## Население
| 2002 | 2010 | 2021 |
| ---- | ---- | ---- |
| 28   | ↘18  | ↘5   |